# Jacksonoides queenslandicus
Jacksonoides queenslandicus là một loài nhện trong họ Salticidae.
Loài này thuộc chi Jacksonoides. Jacksonoides queenslandicus được Fred R. Wanless miêu tả năm 1988.